# Palazzo Pesaro Papafava
Palazzo Pesaro Papafava è un palazzo di Venezia sito nel sestiere di Cannaregio e affacciato sul Canale della Misericordia (posto alla fine del Rio di San Felice) dirimpetto alla Scuola Grande di Santa Maria della Misericordia.

## Storia
Risale ai primi anni del XV secolo. Fu di proprietà della famiglia Pesaro fino al matrimonio di Pesarina Pesaro con Bonifacio Papafava, celebrato nel 1615.

## Descrizione
Si tratta di un palazzo la cui facciata, sviluppata su quattro piani, è contraddistinta da una prevalenza di elementi gotici. La potenza espressiva del fronte si concentra nell'asse centrale, formato dalla sovrapposizione di due quadrifore con balconcino tra le quali quella più pregevole è quella inferiore. Ogni quadrifora è affiancata da due coppie di monofore, una per lato. Al piano terra si apre il portale ad acqua a sesto acuto, affiancato da quattro monofore. Il corpo di sinistra, che presenta aperture a tutto sesto, è più recente.